# Золотистополосый листолаз
Золотистополо́сый листола́з (лат. Phyllobates aurotaenia) — вид бесхвостых земноводных из семейства древолазов, обитающий в Южной Америке. Эта лягушка смертельно ядовита, кожная слизь содержит батрахотоксин.

## Описание
Взрослые особи достигают длины 32 мм (самцы) и 35 мм (самки). На чёрной коже спины проходят продольные золотистые, оранжевые или зелёные полосы. Задние ноги покрыты золотыми, оранжевыми, зелеными или синими крапинками. Первый (внутренний) палец длиннее, чем второй, перепонки на пальцах отсутствуют.

## Распространение
Золотистополосый листолаз живёт во влажных тропических лесах,в низменности и возвышенности на высоте от 90 до 1 000 м на западных склонах Анд в Колумбии.

## Размножение
Самки вымётывают от 15 до 28 икринок в небольшие полости. Самцы переносят головастиков в водоёмы с медленно текущей водой.